# Hof
Hof és una de les ciutats independents que té Baviera (Alemanya). Està situada a la frontera nord d'aquest estat alemany. Té 50.000 habitants aproximadament. La seva arquitectura data del segle xii quan van ser construïdes els primers habitatges amb un estil simple a base de fang i fusta i sense moltes modificacions posteriors més que alguns retocs de baixa qualitat realitzats a principis del segle XX en commemoració de l'heptacentenari de la ciutat. El seu centre és localment molt conegut per la seva Font de l'Àngel, la qual es creu va ser construïda sota la direcció del mateix duc de Suàbia, Frederic I Staufen, fill de Frederic de Büren, i la seva mare, Hildegard, de la dinastia d'Alsàcia.